# Litauen i olympiska spelen
Litauen var med vid olympiska sommarspelen 1924 i Paris, efter att ha förklarat sig självständigt 1918. 13 fotbollsspelare och 2 cyklister skickades dit för att tävla. Litauen förlorade sin debutmatch med 9-0 mot Schweiz och cyklisterna fullföljde inte loppet på grund av tekniska problem. 
Vid olympiska sommarspelen 1928 skickade Litauen 12 representanter till fyra sporter: 2 boxare, 4 cyklister, 5 friidrottare och en tyngdlyftare. 
Vid olympiska sommarspelen 1932 i Los Angeles kunde man inte vara med på grund av ekonomiska och politiska problem. Fyra år senare bjöds man inte in av Tyskland som var värdnation. Därefter tävlade Litauen som en del i Sovjetunionen.

## Medaljer

### Medaljer efter sommarspel
| Spel             | Guld                     | Silver                   | Brons                    | Totalt                   |
| 1924 Paris       | 0                        | 0                        | 0                        | 0                        |
| 1928 Amsterdam   | 0                        | 0                        | 0                        | 0                        |
| 1932 Los Angeles | Deltog inte              | Deltog inte              | Deltog inte              | Deltog inte              |
| 1936 Berlin      | Ej inbjudna              | Ej inbjudna              | Ej inbjudna              | Ej inbjudna              |
| 1948-1988        | som del av Sovjetunionen | som del av Sovjetunionen | som del av Sovjetunionen | som del av Sovjetunionen |
| 1992 Barcelona   | 1                        | 0                        | 1                        | 2                        |
| 1996 Atlanta     | 0                        | 0                        | 1                        | 1                        |
| 2000 Sydney      | 2                        | 0                        | 3                        | 5                        |
| 2004 Aten        | 1                        | 2                        | 0                        | 3                        |
| 2008 Beijing     | 0                        | 2                        | 3                        | 5                        |
| Totalt           | 4                        | 4                        | 8                        | 16                       |

### Medaljer efter sporter
| Sport          | Guld | Silver | Brons | Totalt |
| Friidrott      | 3    | 1      | 1     | 5      |
| Skytte         | 1    | 0      | 0     | 1      |
| Modern femkamp | 0    | 2      | 1     | 3      |
| Segling        | 0    | 1      | 0     | 1      |
| Basket         | 0    | 0      | 3     | 3      |
| Rodd           | 0    | 0      | 1     | 1      |
| Brottning      | 0    | 0      | 1     | 1      |
| Cykling        | 0    | 0      | 1     | 1      |
| Totalt         | 4    | 4      | 8     | 16     |